# Szelence
Szelencehegy vagy Szelence (horvátul Selnica, 1931-ig Selnički breg, magyarul 1908-ig Hegykerület VII.) községközpont Horvátországban, Muraköz megyében.

## Fekvése
Csáktornyától 15 km-re északnyugatra a Muraközi-dombság területén fekszik.

## Hozzá tartozó települések
A községhez 10 település tartozik: Alsóhideghegy (Donji Zebanec), Alsóvéghegy (Donji Koncovčak ) Bükkösd (Bukovec), Faluhegy (Zaveščak ), Felsőhideghegy (Gornji Zebanec), Hidegfalu vagy Bocskaihegy (Zebanec Selo), Kopaszhegy (Plešivica), Morzsahegy (Merhatovec), Paphegy (Praporčan), és Szelence (Selnica).

## Története
A település első írásos említése a zágrábi püspökség 1334. augusztus 4-én kelt oklevelében történt, melyben több muraközi plébánia mellett megemlítik az itteni Szent Márk tiszteletére szentelt templomot is. A falu ennél már korábban is létezett, de erről nem maradt fenn írásos forrás. Magát a falut 1478-ban "Zelnycz" alakban említik először, a csáktornyai uradalomhoz tartozott. 1501-ben megemlítik a Szent Márk templom Márton nevű papját is. A falu az uradalommal együtt királyi birtok volt, majd 1350-ben I. Lajos magyar király a Lackfiak ősének István erdélyi vajdának adta. 1397-ben Luxemburgi Zsigmond a hűtlen Lackfiaktól elvette és a Széchenyi családnak adta, majd 1415-ben a Cilleiek szerezték meg. 1456-ig a Cillei család birtoka volt. Ezután a Cilleiek többi birtokával együtt Vitovec János horvát bán szerezte meg,  de örökösei elveszítették. Hunyadi Mátyás Ernuszt János budai nagykereskedőnek és bankárnak adományozta, aki megkapta a horvát báni címet is. 1540-ben a csáktornyai Ernusztok kihalása után az uradalom rövid ideig a Keglevich családé, majd 1546-ban I. Ferdinánd király adományából a Zrínyieké lett.
A Zrínyiek korában erre is elterjedt protestáns vallás. Az 1622 és 1649 között kelt egyházi vizitációk alkalmával feljegyzik, hogy a templomban protestáns és katolikus istentiszteletet is tartottak. 1657-ben 20 protestáns család élt Szelnicén. Miután Zrínyi Pétert 1671-ben felségárulás vádjával halálra ítélték és kivégezték minden birtokát elkobozták, így a birtok a kincstáré lett. 
1715-ben III. Károly a Muraközzel együtt gróf Csikulin Jánosnak adta zálogba, de a király 1719-ben szolgálatai jutalmául elajándékozta Althan Mihály János cseh nemesnek. A templomot az ő idejükben, 1738-ban kezdték megújítani, mely a század végére fejeződött be. Az új plébánia épülete a gazdasági épülettel együtt azonban 1791-ben leégett. A birtokot 1791-ben gróf Festetics György vásárolta meg és ezután 132 évig a tolnai Festeticsek birtoka volt. Festetics György 1802-ben majort építtetett a településen, ahova saját jobbágyait telepítette. Az 1802-es népszámlálás szerint 103 házban 823 lakos élt itt, mind római katolikusok. 1857-ben említik iskoláját, ahova ekkor 32 fiú és 30 leánygyermek járt.
Az 1880-as években Singer bécsi vállalkozó fúrásokat mélyített itt és kőolajat talált, melynek kitermelésére az 1890-es években  kőolajkutat létesítettek. 1901 és 1904 között Szelence és Muraszerdahely között 4 km hosszú kőolajvezetéket építettek, mely egészen 1952-ig használatban volt.
1910-ben 1588, túlnyomórészt horvát lakosa volt. 1920 előtt Zala vármegye Csáktornyai járásához tartozott. 1941 és 1944 között ismét Magyarországhoz tartozott.

## Lakossága
1900-ban 1465 lakosából 1398 horvát, 36 magyar és 6 fő német nemzetiségű volt. 1910-ben 1588, zömében horvát lakosa volt. 1991-ben 1059 lakosából 1019 volt a horvát 12 fő a szlovén nemzetiségű. A 2001-es népszámlálás adatai szerint Szelence község lakossága 3442 volt. Szelence lakosainak 91,5 százaléka horvát, 5 százaléka cigány, 0,5 százaléka szlovén nemzetiségű. 2001-ben egy ember vallotta magyar nemzetiségűnek magát.

## Nevezetességei
Szent Márk tiszteletére szentelt római katolikus templomát már 1334-ben említik. 1738 és 1747 között megújították, majd a 18. század végén bővítették és elkészült az új orgona és két oltár, melyeket Szent Anna és Páduai Szent Antal tiszteletére szenteltek. Utoljára 2005-ben újították fel. Egyhajós épület, amelynek sokszögű szentélye, négyszögletes hajója van. A nyugati homlokzaton álló harangtornya lépcsős támpillérekkel rendelkezik. A 18. században az északi oldali kápolnával és sekrestyével, a 19. század végén pedig a déli kápolnával bővítették, így kialakítva a mai kereszt alakú alaprajzot.

## Külső hivatkozások
- Hivatalos oldal
- Szelence a Muraköz információs portálján
- A szelencei Szent Márk plébánia ismertetője
- Fénykép a templomról[halott link]